# 貝倫 (剛鐸宰相)
貝倫（Beren）是英國作家約翰·羅納德·魯埃爾·托爾金（J.R.R. Tolkien）的史詩式奇幻說《魔戒三部曲》中的虛構人物。
他是剛鐸（Gondor）的宰相和第十九任攝政王（Ruling Steward），任內剛鐸和洛汗均遭海盜與外族入侵和長冬（Long Winter）的打擊。

## 名字
貝倫（Beren）一名來自辛達語，與一位第一紀元的伊甸人英雄同名，意思是「大膽、勇敢」Bold, daring。

## 總覽
貝倫是剛鐸的登丹人（Dúnedain）。他屬於胡林家族（House of Húrin），父親是剛鐸宰相及第十八任攝政王愛加摩斯（Egalmoth）。不清楚他有沒有任何兄弟姊妹。他的兒子是貝瑞貢（Beregond）。
他是第十九任剛鐸攝政王，兼任剛鐸的宰相（Steward）。在貝倫任內剛鐸繼續處於動盪之中，並與昂巴海盜（Corsairs of Umbar）發生戰爭，而洛汗（Rohan）因為被敵人佔領而無法支援剛鐸。
他生於第三紀元2655年，死於2763年，享年108歲。

## 生平

### 早年
貝倫生於第三紀元2655年，大概是在米那斯提力斯（Minas Tirith）。2743年，他的父親愛加摩斯去世，由貝倫繼位。

### 剛鐸攝政王
2758年，長冬發生，同時登蘭德人（Dunlendings）聯合其他外族進犯洛汗，洛汗人損失慘重，全境幾乎淪陷。同時，三支昂巴海盜艦隊全面進攻剛鐸的海岸線，貝倫委派他的兒子貝瑞貢指揮防禦，於翌年春天前打敗所有海盜。隨即貝瑞貢領兵北進，很快就光復洛汗。
戰後（2759年），艾辛格（Isengard）再度成為洛汗與剛鐸之間的問題。登蘭德人由於損失慘重而無力繼續佔據艾辛格，但洛汗與剛鐸也無力控制該地。此時薩魯曼（Saruman）前來協助兩國，貝倫認為他可以壓制著登蘭德人入侵，故此他把歐散克塔（Orthanc）的鑰匙交給了薩魯曼。
第三紀元2763年，貝倫去世，結束20年的統治，由他的兒子貝瑞貢繼位。

## 資料來源
1. 1 2 3 4  《中土世界的歷史》 Vol.12《中土世界的民族》 "The Heirs of Elendil"
2. ↑  .   [2011-11-16]. （原始内容存档于2011-10-16）.
3. 1 2 3 4 5 6  《魔戒三部曲》 2001年 聯經初版翻譯 附錄一帝王本紀及年表
4. ↑  《魔戒三部曲》 2001年 聯經初版翻譯 附錄二編年史

| 前任： 愛加摩斯 | 剛鐸宰相及攝政王 | 繼任： 貝瑞貢 |